# 波西傑克森：神火之賊
《波西傑克森：神火之賊》（英語：Percy Jackson & the Olympians: The Lightning Thief，又名Percy Jackson & the Lightning Thief）是一部於2010年上映的奇幻電影，為克里斯·哥倫布執導，克雷格·提特利編劇。電影根據由雷克·萊爾頓所著的小說《波西傑克森—神火之賊》改編，該小說為《波西傑克森》系列中的首部作品。羅根·勒曼飾演波西·傑克森，而其他演員包含布萊德·傑克森 、亞歷珊卓·妲妲里奧、傑克·阿貝爾、蘿莎瑞·道森、史提夫·庫甘、鄔瑪·舒曼、凱薩琳·凱娜、凱文·麥克基德、西恩·賓及皮爾斯·布洛斯南等人。該片於2010年2月12日由二十世紀福斯在美國劇院發行。
該片的製片預算為9,500萬美元。於北美的首映週末，《波西傑克森：神火之賊》進帳3,880萬美元，位居票房排名第二。電影收穫影評人的混合評價，全球總票房為226,497,209美元。該片的DVD及藍光版本於2010年6月29日推出。根據電影改編，由動視開發的電子遊戲在2月11日透過任天堂DS發布。獨立續集《波西傑克森：妖魔之海》於2013年8月7日在美國上映。

## 劇情
某個紐約市的夜裡，帝國大廈上宙斯告訴波賽頓，祂的武器「閃電火」被偷走了，並強烈懷疑是波賽頓的半神兒子波西·傑克森所為。但波賽頓提醒宙斯，波西根本不知道祂的真實身分，即使如此，宙斯依然警告波賽頓，若沒能在14天後的夏至前讓竊賊將閃電火物歸原主，不排除發動眾神戰爭。
波西·傑克森是一名有著閱讀障礙的12歲少年，擁有能在水底待上一段時間（超越常人）的特殊能力。而在當地博物館的校外旅行時，波西遭到假扮成代課老師的阿萊克托襲擊，並威脅他交出閃電火。所幸，波西好友格羅佛·安德伍德和他的拉丁裔老師布魯納及時出現阻止並趕跑了阿萊克托。為了避免此次情況再度發生，布魯納老師給了波西一支筆，並告訴他危急時方可使用。襲擊事件之後，布魯納察覺有異，連忙吩咐格羅佛即刻帶著波西和他的母親前往「混血營區」，三人在混血營區外頭遭到牛頭人身怪彌諾陶洛斯的攻擊，無法進到混血營區的莎莉卻因此被殺害，格羅佛告訴波西可以使用那支筆，使用後發現原來那是一把劍，但波西無論怎麼砍都無效，最後拿著彌諾陶斷掉的牛角，插入牠的胸口而死，之後，波西也昏厥了過去。
3天後，波西才在營區內的醫務室從昏迷中醒來。他看到了他的好友兼守護者格羅佛長出羊腳，也看到了半人馬的奇戎（布魯納老師），更令人驚訝的是，原來波西就是海神波賽頓的親生兒子。奇戎建議波西前往奧林帕斯山，向宙斯澄清事實。之後，波西加入了營區裡的訓練，不僅訓練戰鬥技巧，還有他與生俱來，半人半神的能力——自由操縱水及以水治療傷口。他也遇見了許多半人半神的同伴，其中包括雅典娜的女兒安娜貝斯·雀斯及荷米斯之子路克·卡斯特倫。在贏得奪旗比賽的夜裡，冥王黑帝斯從營火中降臨向波西喊話交易，以閃電火換取他在冥界的母親。波西不顧奇戎的忠告，矢志前往冥界救出母親，而格羅佛與安娜貝斯則與其同行。但對於前往冥界毫無頭緒的三人，轉向路克求助，路克給了他們一張顯示出冥后泊瑟芬三顆珍珠的地圖，找到這三顆珍珠便能得知冥界的出入口亦可用於迅速逃離冥界，以及一面盾和一雙從他父親那偷來的飛鞋。
三人依照地圖上的指示前往第一顆珍珠所在地——艾瑪阿姨的園藝廣場，在那裡他們遇上了蛇髮女妖梅杜莎，梅杜莎準備獵殺波西，但最終，梅杜莎不敵波西妙計而被砍下頭顱，取得第一顆珍珠。依照珍珠指示，三人來到了第二顆珍珠所在地——納什維爾市的帕德嫩神廟，波西巧妙利用飛鞋的能力取下了雅典娜雕像王冠上的珍珠，原以為事情相當順利，殊不知神廟裡的守衛原來是九頭蛇的化身，九頭蛇強大的威力讓三人完全無法招架，而在危急之時，格羅佛靈機一動將梅杜莎的頭顱拿出來，並拉下墨鏡，梅杜莎的特殊能力效果顯著，將九頭蛇完全石化定在原地，三人便順利離開神廟。第三顆珍珠位在拉斯維加斯的蓮花賭場，三人在賭場內吃了免費提供的蓮花後，開始出現感官遲鈍、健忘等症狀，彷彿毒癮一般，賭場內的一切事物都成為他們慾望的延伸，此時波西聽到一個聲音告誡他別再吃蓮花，波西乍然清醒看破一切，取得珍珠後，急忙將安娜貝絲和格羅佛拉回現實並在騷動之中驅車離開賭場，安娜貝絲才意會到原來那是蓮花食者的巢穴，他們也發現他們在賭場內雖然只有渡過幾十分鐘，但離開時，現實世界卻已經過了5天之久。度過重重難關所得到的第三顆珍珠，明確的顯示了冥界入口處座落於美國影視重地——好萊塢。
進入冥界後，他們遇上了冥王黑帝斯和祂的妻子泊瑟芬。波西向叔叔黑帝斯澄清閃電火非他所偷，並希望祂能將母親釋放，而就在波西與母親重逢時，黑帝斯在路克給予波西的盾裡發現了閃電火，這才知道原來這都是路克陷害波西的伎倆，路克才是真正的「神火之賊」。然而，陰險狡詐的黑帝斯依然決定將他們四人處刑，而就在得意忘形之際，泊瑟芬冷不防地從祂手中搶走閃電火並給予祂迎頭痛擊，泊瑟芬將閃電火交還波西並吩咐他們盡快趕往奧林匹斯山，因三顆珍珠無法傳送四個人，身為波西守護神的格羅佛自告奮勇留下，讓波西母子及安娜貝絲能順利離開冥界。三人被傳送到了能通往奧林匹斯山入口的紐約帝國大廈，在那裡遇上了前來阻撓的路克，路克竊取閃電火是為了讓奧林匹斯山眾神發動戰爭，藉機成為新的統治者。波西與其大打出手，最後他不敵波西的能力而落敗。波西順利取回閃電火後，趕往奧林匹斯山將其物歸原主，宙斯也允許波賽頓能單獨和祂兒子談談。閃電火竊案之後，波西回到了混血營，格羅佛也由於波西的請求而讓宙斯從冥界救回，他頭上長了對小角，是已成為高階守護者的象徵，波西與安娜貝斯也繼續著他們的訓練課程。
片尾，莎莉要求蓋柏搬出她的房子，憤憤不平的他正準備開冰箱拿啤酒時，發現上面有著波西留字的紙條警告他「絕對別打開冰箱」，正在氣頭上的蓋柏不屑一顧地打開冰箱後，赫然見到了梅杜莎的頭顱。

## 角色

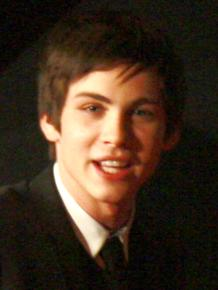
主演羅根·勒曼出席於位在紐約市的首映禮。

- 羅根·勒曼 飾演 波西·傑克森，波賽頓的半神兒子[14]
- 布蘭登·傑克森 飾演 格羅佛·安德伍德，波西的守護者，一名薩堤爾[14]
- 亞歷珊卓·達迪莉奧 飾演 安娜貝斯·雀斯，雅典娜的半神女兒，與波西有著潛在的情愫[9]
- 傑克·阿貝爾 飾演 路克·卡斯特倫，荷米斯的半神兒子
- 西恩·賓 飾演 宙斯，天空、雷電及閃電之神，奧林帕斯山十二神之王，波賽頓和黑帝斯的兄弟。指控波西竊取他的武器閃電火
- 凱文·麥奇 飾演 波賽頓，波西的父親，海洋、地震及馬之神，宙斯和黑帝斯的兄弟[15]
- 史帝夫·庫根 飾演 黑帝斯，冥界、死亡及財富之神，宙斯和波賽頓的兄弟[16]
- 梅琳娜·卡娜卡瑞迪斯（英语：Melina Kanakaredes） 飾演 雅典娜，安娜貝斯的母親，工藝、家庭藝術、戰略、和平及智慧女神[15]
- 蘿莎瑞·道森 飾演 泊瑟芬，春天女神，黑帝斯的妻子[16]
- 戴蘭·尼爾 飾演 荷米斯，貿易、盜賊、商旅、體育及運動員之神，奧林帕斯山的傳令使者
- 艾瑞卡·賽拉（英语：Erica Cerra） 飾演 希拉，出生、家庭及婚姻女神，奧林帕斯山十二神的女王，宙斯的姊姊和妻子
- 史蒂芬妮·范菲登 飾演 狄蜜特，農業、豐饒及收成女神，宙斯的姊姊和泊瑟芬的母親
- 迪米崔·列柯斯 飾演 阿波羅，太陽、光、知識、治療、瘟疫與黑暗、藝術、音樂、詩歌、預言及射箭之神，阿蒂蜜絲的孿生哥哥
- 奧娜·格勞爾（英语：Ona Grauer） 飾演 阿蒂蜜絲，狩獵、處女、戰略、月亮及所有動物的女神，阿波羅的孿生妹妹
- 賽琳達·斯旺 飾演 阿芙羅黛蒂，愛及美麗女神，赫菲斯托斯的妻子，阿瑞斯的愛人
- 康瑞德·寇茲（英语：Conrad Coates） 飾演 赫菲斯托斯，火、鍛造、鐵匠及工匠之神，阿芙羅黛蒂的丈夫
- 雷·溫斯頓 飾演 阿瑞斯，戰神，阿芙羅黛蒂的愛人
- 路克·凱米勒利 飾演 戴歐尼修斯，酒、慶典、狂歡及戲劇之神
- 鄔瑪·舒曼 飾演 梅杜莎，被雅典娜詛咒的戈爾貢[15]
- 皮爾斯·布洛斯南 飾演 布魯納先生 / 奇戎，在混血營訓練英雄的一名半人馬，克洛諾斯的永生兒子，宙斯、波賽頓、黑帝斯、狄蜜特及希拉的兄弟。
- 瑪麗亞·歐爾森（英语：Maria Olsen） 飾演 道茲女士 / 阿萊克托，一名厄里倪厄斯，黑帝斯的手下
- 朱利安·瑞秦（英语：Julian Richings） 飾演 卡戎，斯堤克斯河的船夫，黑帝斯的手下
- 凱薩琳·凱娜（英语：Catherine Keener） 飾演 莎莉·傑克森，波西的母親[17]
- 喬·潘托李亞諾（英语：Joe Pantoliano） 飾演 蓋柏·奧格里安諾，波西的繼父

## 製作

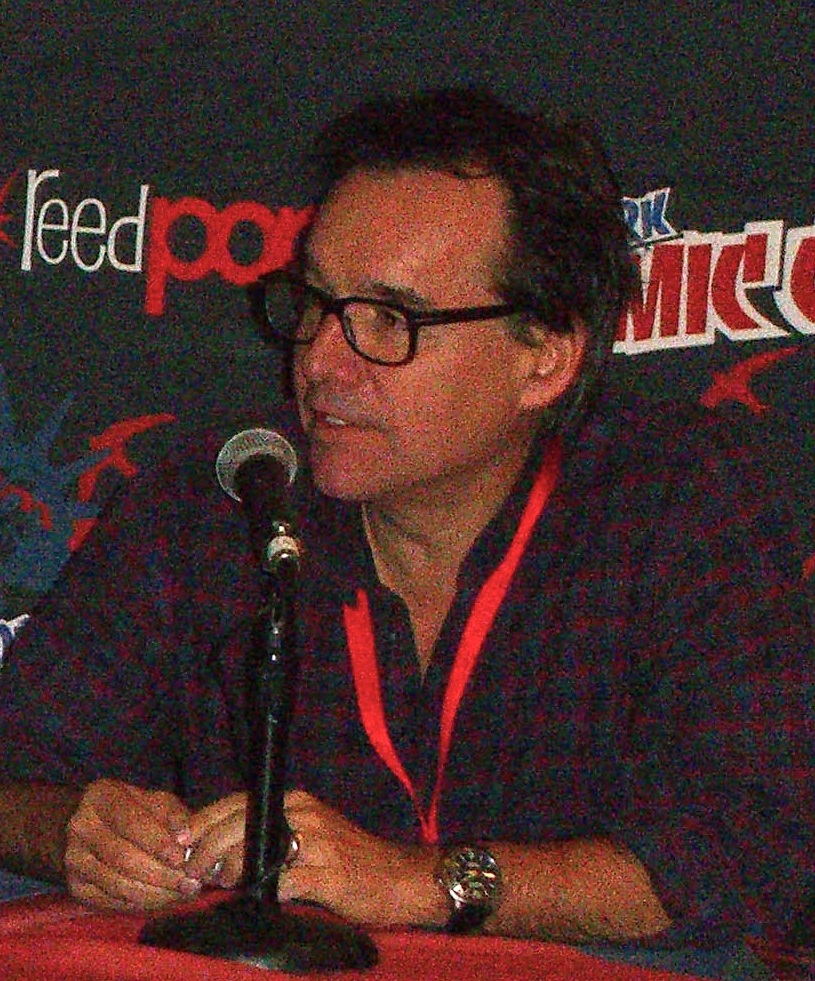
克里斯·哥倫布擔任電影的導演及製片人。

2004年6月，二十世紀福斯收購了該書的電影版權。2007年6月，克里斯·哥倫布受聘擔任導演。拍攝於2009年4月在溫哥華開始。電影的一部分於田納西州納許維爾的帕德嫩神廟取景，該神廟為原址雅典帕德嫩神廟的1比1複製品。7月25日上午，《波西傑克森：神火之賊》於不列顛哥倫比亞的米遜殺青。劇組於8月的第1個星期在紐約市布魯克林區進行其他外景拍攝。數碼中間片作業於2009年11月在舊金山開始。配樂工作由克里斯多夫·貝克負責。

## 發行
《波西傑克森：神火之賊》於2010年2月4日在紐約市的AMC林肯廣場13號舉行首映禮。

### 家庭媒體
該片的DVD及藍光版本於2010年6月29日發布。《波西傑克森：神火之賊》於首週收入13,985,047美元，名列DVD銷售圖表的頂端。截至2011年10月，電影已售出2,087,368張DVD，獲益總額超過3,700萬美元。

## 迴響

### 評價

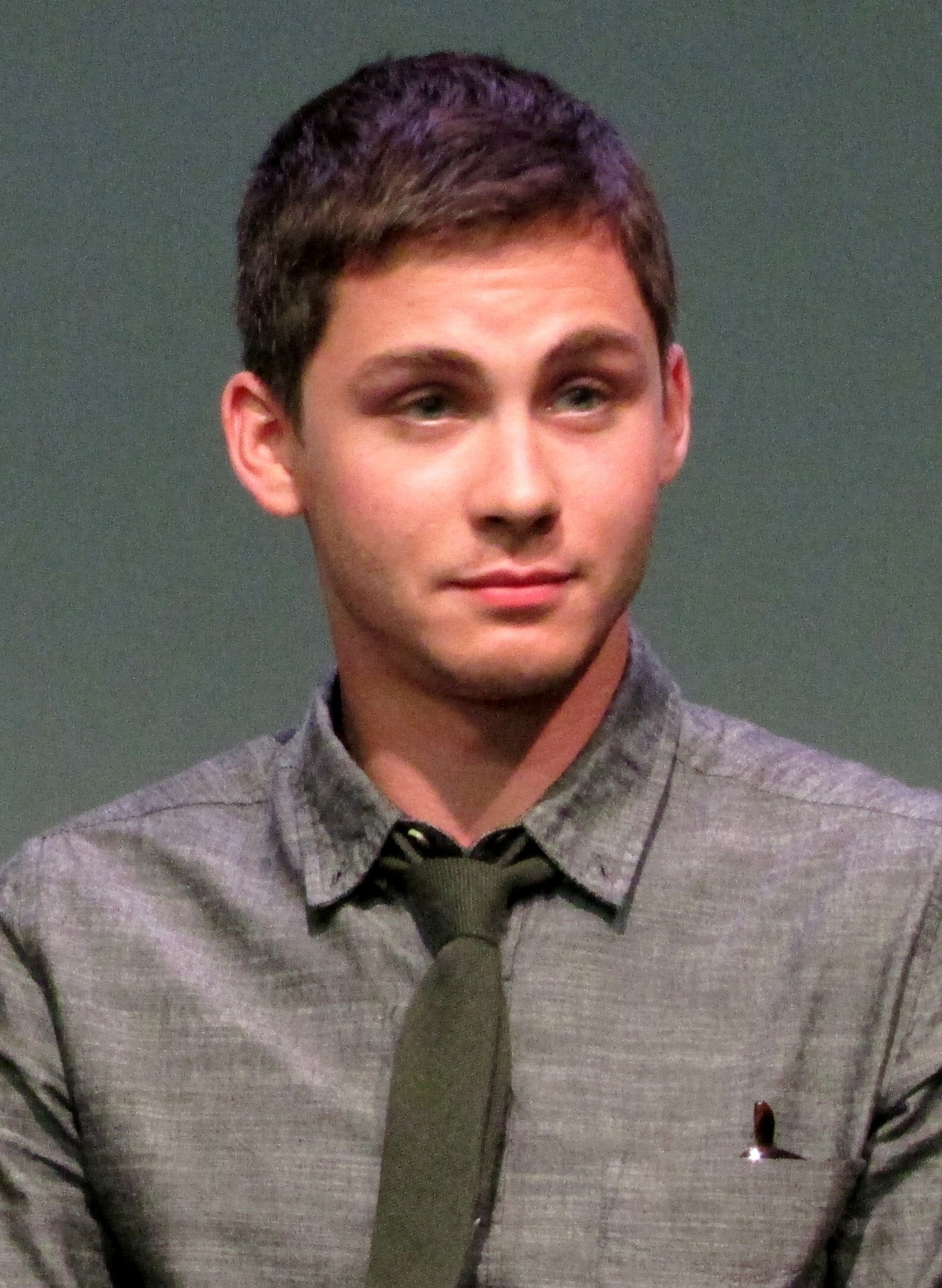
影評人對於羅根·勒曼的演出給予好評。

電影收穫普遍的混合評價。根據爛蕃茄上收集的143篇專業影評文章，其中70篇給予該片「新鮮」的正面評價，「新鮮度」為49%，平均得分5.3分（滿分10分），而基於另一影評匯總網站Metacritic上的31篇評論文章，其中9篇予以好評，4篇差評，18篇褒貶不一，平均分為47（滿分100），代表「混合或中等評價」。
該片獲得部分影評人的良好反響。《休士頓紀事報》的艾米·比安寇利給予電影3顆星（滿分4顆）的評價，寫道「導演克里斯·哥倫布以急促的節奏匯集現代和神話領域，以及有趣的俏皮感覺彌補了電影的瘋狂片段。這是繼《哈利波特：消失的密室》以來最令人愉快的成就。」。《紐約每日新聞》的伊莉莎白·韋茲曼稱「你甚至不必熟悉雷克·萊爾頓流行奇幻系列中的首部作品，便可享受克里斯·哥倫布充滿活力的改編。」。
此外，《洛杉磯時報》的肯尼斯·圖藍給予負評，描述電影為「標準的好萊塢產品......沒冒險且無趣。」。《華盛頓郵報》的影評人認為「該片遭受些微過度嚴肅之苦。這不僅是較原著少去許多有趣之處。電影本身也少去許多樂趣。」。

### 票房
在美國，電影於2010年2月12日在3,356家劇院開始發行；於其首映週末進帳31,236,067美元，超越當週第三的《狼嚎再起》（31,479,235美元），但落後《情人節快樂》（56,260,707美元）排名第二。該片有著強而有力的首映週末成績，為奇幻片中，非《哈利波特》、《納尼亞傳奇》及《魔戒》系列作品的最高首週末票房數字。截至2010年9月14日，美國的總票房收入為88,768,303美元，其他地區137,728,906美元，全球共計226,497,209美元。

### 榮譽
| 獎項               | 類別                          | 獲提名者                  | 結果 | 參考資料 |
| ------------------ | ----------------------------- | ------------------------- | ---- | -------- |
| 2010年MTV電影大獎  | 突圍演出                      | 羅根·勒曼                 | 提名 | [ 34 ]   |
| 2010年MTV電影大獎  | 最佳打鬥                      | 羅根·勒曼 vs. 傑克·阿貝爾 | 提名 | [ 34 ]   |
| 2010年青少年票選獎 | 電影選擇獎：科幻/奇幻片女演員 | 蘿莎瑞·道森               | 提名 | [ 35 ]   |
| 2010年青少年票選獎 | 電影選擇獎：女性突圍之星      | 亞歷珊卓·妲妲里奧         | 提名 | [ 35 ]   |
| 2010年青少年票選獎 | 電影選擇獎：男性突圍之星      | 羅根·勒曼                 | 提名 | [ 35 ]   |
| 2010年青少年票選獎 | 電影選擇獎：打鬥              | 羅根·勒曼 vs. 傑克·阿貝爾 | 提名 | [ 35 ]   |
| 第37屆土星獎       | 最佳年輕演員                  | 羅根·勒曼                 | 提名 | [ 36 ]   |
| 第11屆黑膠卷獎     | 最佳男配角                    | 布蘭登·傑克森             | 提名 | [ 37 ]   |

## 原聲帶

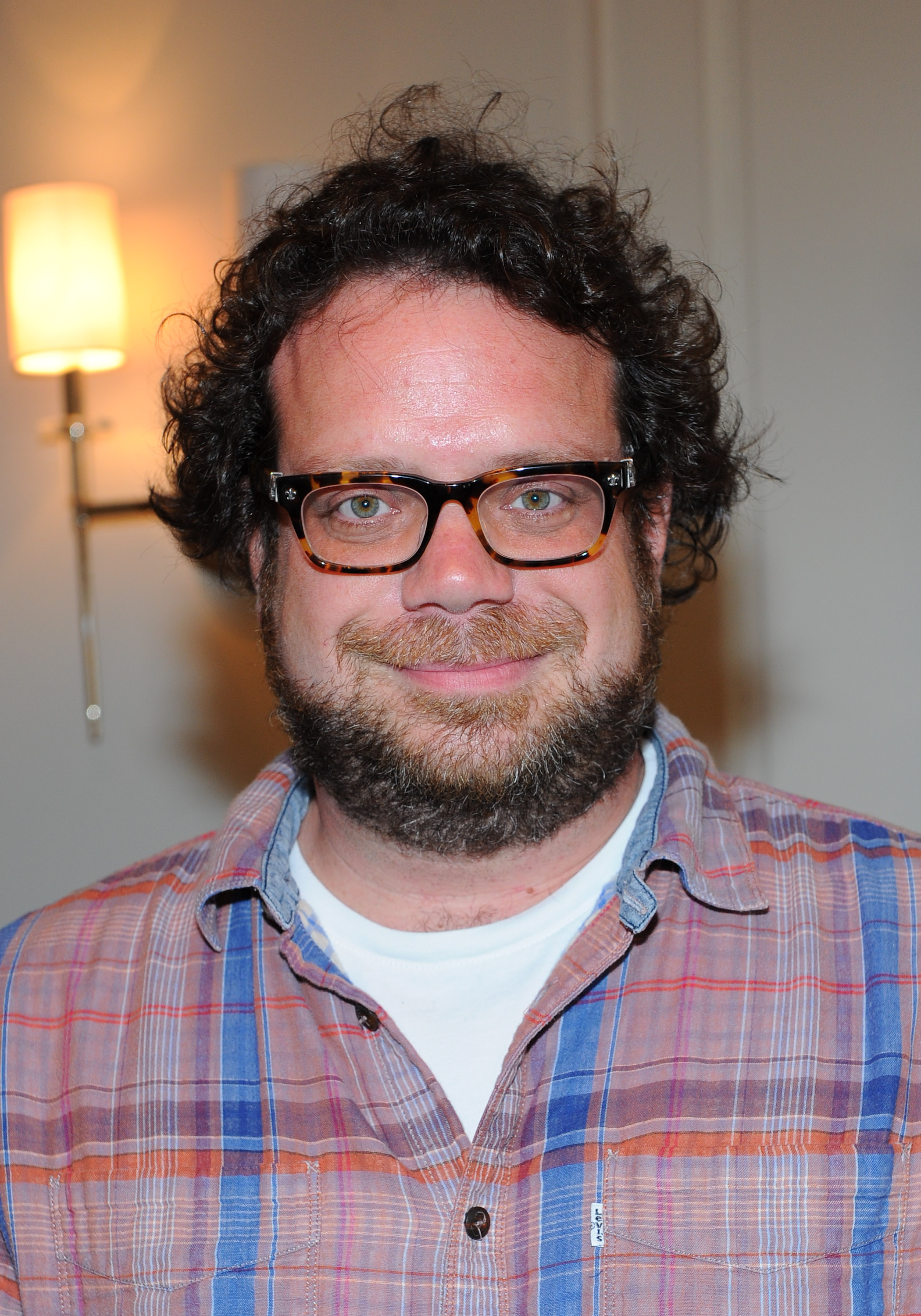
克里斯多夫·貝克負責為電影進行配樂工作。

| 曲序 | 曲目                  | 时长 |
| ---- | --------------------- | ---- |
| 1.   | Prelude               | 2:29 |
| 2.   | The Minotaur          | 5:09 |
| 3.   | Chiron                | 2:02 |
| 4.   | Victory               | 1:32 |
| 5.   | The Fury              | 2:16 |
| 6.   | Dyslexia              | 1:02 |
| 7.   | The Hydra             | 6:54 |
| 8.   | Medusa                | 2:43 |
| 9.   | Son of Poseidon       | 1:57 |
| 10.  | The Parthenon         | 3:42 |
| 11.  | Hollywood             | 2:32 |
| 12.  | Lost Souls            | 2:35 |
| 13.  | Fighting Luke，Part 1 | 3:54 |
| 14.  | Fighting Luke，Part 2 | 2:47 |
| 15.  | Hades                 | 2:47 |
| 16.  | Mount Olympus         | 1:27 |
| 17.  | Poseidon              | 3:07 |
| 18.  | Homecoming            | 3:06 |
| 19.  | End Credits           | 7:12 |

未於電影中採用的歌曲：
| 曲序 | 曲目                       | 作曲            | 时长 |
| ---- | -------------------------- | --------------- | ---- |
| 1.   | Highway to Hell            | AC/DC           | 3:28 |
| 2.   | I'll Pretend               | 德懷特·尤肯姆   | 2:22 |
| 3.   | A Little Less Conversation | 艾維斯·普里斯萊 | 3:30 |
| 4.   | 撲克臉                     | 女神卡卡        | 3:58 |
| 5.   | Mama Told Me (Not to Come) | 三犬之夜        | 2:58 |
| 6.   | 跑趴滴答                   | 惡女凱莎        | 3:21 |

## 電子遊戲
以電影為基礎改編，並由動視開發的電子遊戲在2010年2月11日透過任天堂DS發布。GameZone的麥克·斯畢利塔給予其6分（滿分10分）的評價，表示「波西·傑克森也許在電影連線遊戲中不會引起轟動，但回合制戰鬥的粉絲可能會在這個遊戲中找到一些挽回的特點。」。在Metacritic上，根據該網站收集的6篇評論文章，其中1篇予以好評，2篇差評，3篇褒貶不一，平均分為56（滿分100），代表「混合或中等評價」。

## 獨立續集
2011年10月，二十世紀福斯宣布將開始製作改編自系列第二部小說《波西傑克森—妖魔之海》的獨立續集。導演改由索爾·佛萊登塔爾擔任。該片於2013年8月7日在美國上映。

## 備註
1. ↑  不同來源對於《波西傑克森：神火之賊》的產地及國家各有不同的看法。有些認為電影的產地是澳大利亞、英國及美國[2][3]，有些將該片的生產國列為英國、加拿大和美國[4]，而有些則指出該片是加拿大與美國聯合製作的電影[5]。此外，也有來源認為美國是唯一的產地[6]。

## 外部連結
- 互联网电影数据库（IMDb）上《Percy Jackson & the Olympians: The Lightning Thief》的资料（英文）
- 開眼電影網上《波西傑克森：神火之賊》的資料（繁體中文）
- 豆瓣电影上《波西傑克森：神火之賊》的資料 （简体中文）
- 时光网上《波西傑克森：神火之賊》的資料（简体中文）
- AllMovie上《波西傑克森：神火之賊》的资料（英文）
- 爛番茄上《波西傑克森：神火之賊》的資料（英文）
- Metacritic上《波西傑克森：神火之賊》的資料（英文）
- Box Office Mojo上《波西傑克森：神火之賊》的資料（英文）